# Hirtasphaera hirsuta
Hirtasphaera hirsuta es una especie de insecto coleóptero de la familia Chrysomelidae. Fue descrita en 2004 por Medvedev.